# Uran(VI)-chlorid
Uran(VI)-chlorid ist eine chemische Verbindung des Urans aus der Gruppe der Chloride.

## Darstellung
Uran(VI)-chlorid kann durch Zersetzung von Uran(V)-chlorid bei 175 °C gewonnen werden.
{\displaystyle \mathrm {2\ UCl_{5}\longrightarrow UCl_{6}+UCl_{4}} }
Es kann auch durch Reaktion von Uran(VI)-fluorid mit einem Überschuss an Bortrichlorid bei −196 °C dargestellt werden.
{\displaystyle \mathrm {UF_{6}+6\ BCl_{3}\longrightarrow UCl_{6}+6\ BCl_{2}F} }

## Eigenschaften
Uran(VI)-chlorid ist ein schwarzgrüner, sehr hygroskopischer, kristalliner Feststoff.  Er zersetzt sich langsam bei Temperaturen über 120 °C. Mit flüssigem Fluorwasserstoff oder Uran(VI)-fluorid reagiert er zu Uran(IV)-fluorid und Uran(V)-fluorid. Mit Tetrachlorkohlenstoff reagiert es zu Uran(V)-chlorid. Es besitzt eine trigonale Kristallstruktur mit der Raumgruppe P3m1 (Nr. 164).